# Liste der Gedenktafeln und Gedenksteine in Wien/Ottakring
Diese Liste der Gedenktafeln und Gedenksteine in Wien/Ottakring enthält die Gedenktafeln im öffentlichen Raum des 16. Wiener Gemeindebezirks Ottakring. Eine Grundlage dieser Liste ist „Wien Kulturgut“, der digitale Kulturstadtplan der Stadt Wien, daneben das Wien Geschichte Wiki und Archivmeldungen der Rathauskorrespondenz.
Neben den wandgebundenen Gedenktafeln sind auch die von der Stadt Wien als Denkmäler klassifizierten Gedenksteine angeführt. Andere Denkmäler sowie Kunstwerke im öffentlichen Raum sind unter Liste der Kunstwerke im öffentlichen Raum in Wien/Ottakring zu finden.
Erinnerungssteine sind in Stationen der Erinnerung in Ottakring angeführt.

## Gedenktafeln und Gedenksteine
| Foto |                 | Inschrift | Name                                                                      | Typ         | Standort                                           | Beschreibung | Metadaten                                                  |
| ---- | --------------- | --- | ------------------------------------------------------------------------- | ----------- | -------------------------------------------------- | --- | ---------------------------------------------------------- |
| ja   | Datei hochladen | Friedrich Austerlitz Chefredakteur der Arbeiter - Zeitung 1862–1931 | Friedrich Austerlitz - Gedenktafel ID: 96490                              | Gedenktafel | Maroltingergasse 78–82 Standort                    | Rotgefleckter Marmor; Der Gemeindebau entstand in den Jahren 1932/33. (1932/33) | Standort: Austerlitz-Hof                                   |
| ja   | Datei hochladen | Hier wohnte und wirkte 1899 1909 der slowenische Dichter Ivan Cankar Slavia Viennensis 1951 Občina Gemeinde Vrhnika 2001 | Ivan Cankar - Gedenktafel ID: 96488 viennatouristguide                    | Gedenktafel | Lindauergasse 26 Standort                          | Stein (Marmor); Inschrift zweisprachig, deutsch und slowenisch, Enthüllung der ursprünglichen Tafel am 3. Juni 1951. Der Text lautete: In diesem Hause wohnte 1899-1909 der slowenische Dichter Ivan Cankar. Slavia Viennensis. (1951/2001) |                                                            |
| BW   | Datei hochladen | In diesem Hause schrieb Franz P. Fiebrich 1879 – 1935 = seine schönsten = Wienerlieder — . — Gesellschaft z. Hebung u. Förderung der „Wiener Volkskunst“ Philipp Podeprel Karl Finz | Franz Paul Fiebrich - Gedenktafel ID: 96491 viennatouristguide            | Gedenktafel | Ottakringer Straße 19 Standort                     | Stein (Marmor), Metall (Bronze); Nach einem Entwurf von Karl Finz von Philipp Podeprel ausgeführt. (1949) |                                                            |
| ja   | Datei hochladen | Alexander Fleming 1881 – 1955 Entdeckte das Heilmittel Penicillin | Alexander Fleming - Gedenktafel                                           | Gedenktafel | Horvathgasse 17 Standort                           | | Standort: Fleming-Hof                                      |
| ja   | Datei hochladen | starb hier als Opfer des Krieges der Komponist des Wr. Liedes Erst wann's aus wird sein... Hans v. Frankowski 1888–1945 | Hans Frankowski - Gedenktafel viennatouristguide                          | Gedenktafel | Neulerchenfelder Straße 39 Standort                | |                                                            |
| ja   | Datei hochladen | Zum bleibenden Andenken an den 80. Geburtstag unseres Jubelkaisers Franz Josef I. den 18. August 1910 und zum ewigen Danke für alle Gnaden Segnungen Gottes im alten kl. Kirchlein ist dieser Turm erbaut worden. | Kaiser Franz Joseph I. - Gedenktafel                                      | Gedenktafel | Roseggergasse 49 Standort                          | (1910) |                                                            |
| ja   | Datei hochladen | Ludo M. Hartmann 1865 - 1924 | Ludo Hartmann - Gedenktafel viennatouristguide                            | Gedenktafel | Ludo-Hartmann-Platz 7 Standort                     | | Standort: im Foyer der Volkshochschule Ottakring           |
| ja   | Datei hochladen | Karl Honay 1891 1959 Ein treuer Freund der Armen und Schwachen | Karl Honay - Gedenktafel viennatouristguide                               | Gedenktafel | Gablenzgasse 82–86 Standort                        | Ferdinand Welz | Standort: Karl-Honay-Hof                                   |
| ja   | Datei hochladen | „Vogerl flieagst in d'Welt hinaus“ In diesem Hause verstarb am 3. August 1911 der Volksschriftsteller Josef Hornig I.M. Alexander Hornig † 1946 Hum. Vereinigung „Robert Posch“ | Josef Hornig - Gedenktafel viennatouristguide                             | Gedenktafel | Blumberggasse 23 Standort                          | |                                                            |
| ja   | Datei hochladen | Hier wohnte des Böhmerwalds großer Gelehrter und Heimatforscher Prof. Dr. Johann Mathäus Klimesch von 1924 bis 1938 Errichtet vom Verein der Österreicher aus dem Böhmerwald „Hochwald“ Anläẞlich des 100. Geburtstages Wien im Oktober 1952 | Johann Mathäus Klimesch - Gedenktafel viennatouristguide                  | Gedenktafel | Grundsteingasse 7 Standort                         | (1952) |                                                            |
| ja   | Datei hochladen | Karl Knapp Bundesrat geb. 28.11.1888 in Wien gest. 4.12.1945 KZ Dachau | Karl Knapp - Gedenktafel viennatouristguide                               | Gedenktafel | Thalhaimergasse 17–29 Standort                     | |                                                            |
| ja   | Datei hochladen | Otto König 1881–1955 | Otto König - Gedenktafel viennatouristguide                               | Gedenktafel | Ludo-Hartmann-Platz 7 Standort                     | | Standort: im Foyer der Volkshochschule Ottakring           |
| ja   | Datei hochladen | "Geh Peperl plausch net" Im Gedenken an unser Mitglied Viktor Korzhé Schriftsteller und Komponist 1888 – 1962 Gestiftet von der Vereinigung "Robert Posch" Initiator vom "Tag des Wienerliedes" I.M. Karola Schwarz-Korzhé † 1960 | Viktor Korzhé - Gedenktafel viennatouristguide                            | Gedenktafel | Brunnengasse 30 Standort                           | |                                                            |
| ja   | Datei hochladen | Diese Sternwarte wurde 1886 vom jüdischen Unternehmer Moriz von Kuffner 30.1.1854 – 5.3.1939 der astronomischen Forschung gewidmet. Er war großzügiger Förderer der Naturwissenschaften, der Kunst und zahlreicher wohltätiger Institutionen. 1938 wurde er von den Nationalsozialisten seines Eigentums beraubt und vertrieben. Viele seiner Verwandten wurden im Holocaust ermordet. | Moriz von Kuffner - Gedenktafel                                           | Gedenktafel | Johann-Staud-Straße 10 Standort                    | (25. April 2017) |                                                            |
| ja   | Datei hochladen | 11.11.1871 – 31.3.1953 Sattlergehilfe und christl.-soz. Arbeiterführer 1904–1934 Wiener Gemeinderat 1945 Mitbegründer der ÖVP und Vizebürgermeister von Wien 1945 – 1953 1. Präsident des Nationalrats Förderer der Bau - Wohn und Siedlungs- genossenschaft „Heim“ | Leopold Kunschak - Gedenktafel viennatouristguide                         | Gedenktafel | Maroltingergasse 96–98, Ecke Thaliastraße Standort | |                                                            |
| ja   | Datei hochladen | Karl Kysela 1901 – 1967 Abgeordneter zum Nationalrat Obmann der Sozialistischen Partei Ottakring 1945 – 1961 | Karl Kysela - Gedenktafel viennatouristguide                              | Gedenktafel | Thaliastraße 159 Standort                          | |                                                            |
| ja   | Datei hochladen | Hier wirkte in den Jahren 1907 bis 1919 Nobelpreistraeger Prof. Dr. Karl Landsteiner der Begruender der Blutgruppen- Forschung. Ihrem großen Sohne die Stadt Wien. 30. August 1951 | Karl Landsteiner - Gedenktafel ID: 96499                                  | Gedenktafel | Montleartstraße 37 Standort                        | Stein (Kalksandstein) (1951) | Standort: Wilhelminenspital, Pavillon 31                   |
| ja   | Datei hochladen | Geburts- und Wohnhaus Leo Lehner 1900 - 1981 Komponist u. Chormeister Gründer von „Jung-Wien“ Gewidmet von der Leo Lehner-Runde | Leo Lehner - Gedenktafel ID: 101920 viennatouristguide                    | Gedenktafel | Hippgasse 18 Standort                              | Bronze |                                                            |
| ja   | Datei hochladen | Andreas Lindauer Stadtanwalt und Salzamtmann. Mitbesitzer des Ottakringer Freihofes von 1508–1537 | Andreas Lindauer - Gedenktafel                                            | Gedenktafel | Lindauergasse 23 Standort                          | Relief |                                                            |
| ja   | Datei hochladen | Wilhelmine Moik 1894 - 1970 wirkte als Abgeordnete zum Nationalrat, als Frauensekretärin des Ö.G.B. und als Obmann-Stellvertreterin der S.P.Ö. Ottakring, mutig und erfolgreich für die Interessen der arbeitenden Menschen Österreichs. | Wilhelmine Moik - Gedenktafel                                             | Gedenktafel | Wattgasse 9–11 Standort                            | | Standort: Wilhelmine-Moik-Hof                              |
| ja   | Datei hochladen | Montleart-Mausoleum Grabkapelle Errichtet 1887 für die Besitzer des Schlosses Wilhelminenberg, Fürst Moriz Montléart 1812–1887 und dessen Gattin Wilhelmine 1820–1895, Stifterin des Wilhelminenspitals. | Montléart-Mausoleum - Vermittlungstafel ID: 108978                        | Gedenktafel | Savoyenstraße 2 Standort                           | Email (pulverbeschichtet); Wienkl (2012) | Standort: neben Schloss Wilhelminenberg, Stadtwanderweg 4a |
| ja   | Datei hochladen | Der Hass ist heimatlos × Die Liebe hat ein unbegrenztes schönes Vaterland × Gewidmet dem österreichischen Arbeiterdichter Alfons Petzold 1882 – 1923 der in diesem Hause in den Jahren 1906–1911 wohnte × Die Ottakringer Kulturfreunde | Alfons Petzold - Gedenktafel ID: 96494 viennatouristguide                 | Gedenktafel | Richard-Wagner-Platz 3 Standort                    | Stein (Keramik) (1962) |                                                            |
| ja   | Datei hochladen | Dr. Clemens Pirquet 1874–1929 dem großen Arzt und Menschenfreund dem Helfer der Kinder die Gemeinde Wien | Clemens Pirquet - Gedenktafel ID: 96481 viennatouristguide                | Gedenktafel | Gablenzgasse 106 Standort                          | Franz Seifert, Metall, Stein | Standort: Pirquethof                                       |
| ja   | Datei hochladen | Dr. Klemens Pirquet 1874–1929 Universitätsprofessor in Wien | Clemens Pirquet - Gedenktafel ID: 96485                                   | Gedenktafel | Herbststraße 101 Standort                          | Stein, Metall (Bronze) | Standort: Pirquethof                                       |
| ja   | Datei hochladen | Adelheid Popp Abgeordnete der konstituierenden Nationalversammlung. Gemeinde- Rätin und Redakteurin der ArbeiterInnen-Zeitung 1869–1939 | Adelheid Popp - Gedenktafel ID: 96492                                     | Gedenktafel | Possingergasse 39–51 Standort                      | Stein (Marmor) (um 1949) | Standort: Adelheid-Popp-Hof                                |
| ja   | Datei hochladen | In diesem Hause wurde am 1. Dezember 1897 der berühmte Wienerlied-Interpret Hansl Schmid geboren. | Hansl Schmid - Gedenktafel ID: 96493                                      | Gedenktafel | Redtenbachergasse 45 Standort                      | Stein (Granit) (1985) |                                                            |
| ja   | Datei hochladen | „Einmal möchte ich noch ein kleiner Lausbub sein“ In diesem Hause verstarb im Jahre 1961 der Schriftsteller Karl Schneider Hum. Vereinigung Robert Posch | Karl Schneider - Gedenktafel ID: 96483                                    | Gedenktafel | Haberlgasse 56 Standort                            | Stein (Marmor) (1962) |                                                            |
| ja   | Datei hochladen | August Scholz 1898 – 1971 hat sich als Bezirksvorsteher in den Jahren 1946 – 1964 um den Wiederaufbau und die Neugestaltung Ottakrings besondere Verdienste erworben | August Scholz - Gedenktafel viennatouristguide                            | Gedenktafel | Panikengasse 12–14 Standort                        | |                                                            |
| ja   | Datei hochladen | Hier wohnte bis zu seinem tragischen Tod am 11. Februar 1913 Franz Schuhmeier Reichsratsabgeordneter und Gemeinderat, Obmann der Bez. Org. Ottakring der soz. dem. Arbeiterpartei Österreich. Gewidmet von der S.P.Ö. Ottakring Berg - Sektion | Franz Schuhmeier - Gedenktafel                                            | Gedenktafel | Wilhelminenstraße 147 Standort                     | |                                                            |
| BW   | Datei hochladen | Albert Sever Reichsratsabgeordneter, Nationalrat und Landeshauptmann von Niederösterreich 1867–1942 Ida Sever Opfer der Februarkämpfe 1873–1934 | Albert und Ida Sever - Gedenktafel ID: 96489                              | Gedenktafel | Maroltingergasse 56–58 Standort                    | Stein (Marmor) (1949) | Standort: Severhof                                         |
| ja   | Datei hochladen | Franz Siegel Stadtrat und Obmann der Gewerkschaft der Bauarbeiter 1876 – 1927 | Franz Siegel - Gedenktafel ID: 96500                                      | Gedenktafel | Wilhelminenstraße 37 Standort                      | Stein (Granit) | Standort: Siegelhof                                        |
| ja   | Datei hochladen | In diesem Hause lebte und starb der letzte Wiener Volkssänger-Direktor Josef Ullmann Gewidmet vom Hum. Verein Robert Posch | Josef Ullmann - Gedenktafel ID: 96496                                     | Gedenktafel | Schinnaglgasse 6 Standort                          | Stein (Marmor) (1960) |                                                            |
| ja   | Datei hochladen | Karl Volkert (1868–1929) Nationalrat, Obmann des Fortbildungsschulrates in Wien | Karl Volkert - Gedenktafel ID: 96498                                      | Gedenktafel | Thaliastraße 75 Standort                           | Stein (Marmor, Granit) | Standort: Karl-Volkert-Hof                                 |
| ja   | Datei hochladen | Hier stand 1856–1869 das Thaliatheater, in dem am 28. August 1857 „Tannhäuser“ von Richard Wagner als erste seiner Opern in Wien zur Aufführung gelangte. Der. M.-G.-V. „Ottakringer Liedertafel“ im Jahre 1932. | Richard Wagner / Thaliatheater - Gedenktafel ID: 96497 viennatouristguide | Gedenktafel | Thaliastraße 1 Standort                            | Stein (Granit), Metall (Bronze) |                                                            |
| ja   | Datei hochladen | In diesem Hause wohnte der Dichter Josef Weinheber In den Jahren 1910 – 1927 Gewidmet von der Josef Weinheber Gesellschaft | Josef Weinheber - Gedenktafel ID: 96484 viennatouristguide                | Gedenktafel | Hasnerstraße 134 Standort                          | Stein (Granit) |                                                            |
| ja   | Datei hochladen | Dieses Haus wurde benannt nach dem Lyriker Josef Weinheber 9. März 1892 8. April 1945 Gewidmet von der Ersten Österreichischen Spar-Casse | Josef Weinheber - Gedenktafel viennatouristguide                          | Gedenktafel | Klausgasse 22 Standort                             | Günther Baszel; Stein, Metall |                                                            |
| ja   | Datei hochladen | An dieser Stelle wirkte in den Jahren 1899 – 1906 Wilhelm Winkler Mitbegründer und erster Direktor der Ottakringer Realschule Gewidmet vom Ottakringer Kollegentag 1954 / 1992 | Wilhelm Winkler - Gedenktafel                                             | Gedenktafel | Neulerchenfelder Straße 52 Standort                | Paul Ocsenasek; Stein, Metall (1942) |                                                            |

## Gedenktafeln für Ereignisse, Organisationen und Orte
| Foto |                 | Inschrift | Name                                                               | Typ         | Standort                                          | Beschreibung                                                                    | Metadaten |
| ---- | --------------- | --- | ------------------------------------------------------------------ | ----------- | ------------------------------------------------- | ------------------------------------------------------------------------------- | --------- |
| ja   | Datei hochladen | Hier fand am 30. April 1899 im Gasthaus „Zur roten Bretzen“ die Gründungsversammlung des Verbandes der Arbeiter-Radfahrervereine Österreichs statt. Die Mitarbeiterinnen und Mitarbeiter sowie die Funktionäre des ARBÖ Auto-, Motor- und Radfahrerbund Österreichs, danken den Gründungsvätern. | Gründung des ARBÖ - Gedenktafel                                    | Gedenktafel | Brunnengasse 38 Standort                          |                                                                                 |           |
| ja   | Datei hochladen | Am 12. Februar 1934 verteidigten hier, im früheren Ottakringer Arbeiterheim, Angehörige des Republikanischen Schutz- bundes die Verfassung und die Freiheit der Republik Österreich. Im Gedenken Sozialistische Partei Österreichs Bezirksorganisation Ottakring Bund sozialistischer Freiheitskämpfer Ottakring | Verteidigung der Republik Österreich im Februar 1934 - Gedenktafel | Gedenktafel | Kreitnergasse 29–33 Standort                      |                                                                                 |           |
| ja   | Datei hochladen | Hier stand das Warenhaus Dichter. Begründet 1890 von Leopold und Regine Dichter, wurde das Familienunternehmen eine Attraktion am Brunnen- markt, damals ein modernes Großkaufhaus erstmals mit Musikbeschallung. Die Eigentümerfamilie wohnte hier, Kinder und Enkel wuchsen hier auf, darunter der Komponist Walter Arlen. Der spätere Wirtschaftspsycho- loge Ernest Dichter arbeitete bis 1937 im Geschäft. Im März 1938 wurde die jüdische Familie enteignet, das Kaufhaus »arisiert«. Einige Angehörige konnten flüchten, andere wurden ermordet. Das Unternehmen wurde nach 1945 nicht restituiert, das Gebäude 2007 abgerissen und das heutige Wohnhaus, der Dichterhof, errichtet.                                                                | Warenhaus Dichter - Gedenktafel ID: 96480                          | Gedenktafel | Brunnengasse 40, Ecke Grundsteingasse 22 Standort | Beschriftungselement WIENKL, Email (2013)                                       |           |
| ja   | Datei hochladen | Am 21. Februar 1945 gieng an dieser Stelle wo sich der Luftschutzkeller des Hauses befand eine Bombe nieder. Das Haus wurde schwer beschädigt seine Bewohner wunderbarer Weise gerettet. | Bombentreffer Gablenzgasse - Gedenktafel ID: 96482                 | Gedenktafel | Gablenzgasse 44 Standort                          | Carl Philipp, Relief: Schutzengel behütet Mann und Frau; Metall (Bronze) (1946) |           |
| ja   | Datei hochladen | Hubertempel Hier stand die 1885/86 von Ludwig Tischler errichtete Synagoge. In der Nacht 9./10. November 1938 initiierten die nationalsozialistischen Machthaber ein gegen die jüdische Bevölkerung gerichtetes Pogrom. Dieses dauerte in Wien keineswegs, wie der verharmlosende, vom NS-Regime geschaffene Begriff »Reichskristallnacht« ausdrückt, nur eine Nacht, sondern mehrere Tage. Fast alle Synagogen und Bethäuser wurden zerstört, so auch dieses architektonisch beachtliche Gottes- haus. Die Ruinen blieben bis 1970 stehen. Von den mehr als 200 000 vor 1938 in Österreich lebenden Menschen, die aufgrund der national- sozialistischen »Nürnberger Gesetze« als Jugend und Jüdinnen galten fielen mindestens 65500 der Schoa zum Opfer. | Hubertempel - Gedenktafel ID: 96486                                | Gedenktafel | Hubergasse 8 Standort                             | Beschriftungselement WIENKL, Email (2012)                                       |           |

## Ehemalige Gedenktafeln und Gedenksteine
| Foto |                 | Inschrift | Name                                                 | Typ         | Standort                                                  | Beschreibung                                                 | Metadaten |
| ---- | --------------- | --- | ---------------------------------------------------- | ----------- | --------------------------------------------------------- | ------------------------------------------------------------ | --------- |
| BW   | Datei hochladen | In diesem Hause erblickte am 13. Juli 1874 der Altmeister d. Wiener Liedes Prof. Ludwig Gruber das Licht der Welt Seinem Ehrenmitglied zum 80. Wiegenfeste Geselligkeits-Verein D' Haimbacher Juli 1954 | Ludwig Anton Gruber - Gedenktafel viennatouristguide | Gedenktafel | Lindauergasse 17, Ecke Neulerchenfelderstraße 73 Standort | zwischen August 2017 und Juli 2019 entfernt, Haus abgerissen |           |